# Lipkesgade
Lipkesgade er en gade mellem Holsteinsgade og Kastelsvej i København, der strækker sig mellem Holsteinsgade og Kastelsvej og krydser Classensgade og Willemoesgade.
Den er opkaldt efter gartneren og maleren Alexis Lipke (1819–1895). Kun få af hans kunstværker kendes i dag, men han var samtidig aktiv som tegnelærer på skoler i København og drev havebrug på sin ejendom i Classens Have, der i 1880’erne blev udstykket til boligkvarter.
I Lipkesgade 8-16 ligger Høkerforeningens Hus, en flot udsmykket ejendom opført i 1892.